# Giovanni Ernesto III di Sassonia-Weimar
Giovanni Ernesto III di Sassonia-Weimar (Weimar, 22 giugno 1664 – Weimar, 10 maggio 1707) fu duca di Sassonia-Weimar.

## Biografia
Giovanni Ernesto era il secondo figlio del duca Giovanni Ernesto II di Sassonia-Weimar e di Cristina Elisabetta di Holstein-Sonderburg. 
Nel 1676 frequentò l'Università di Jena insieme al fratello maggiore Guglielmo Ernesto.
Dopo la morte del padre, ereditò il ducato di Sassonia-Weimar in co-reggenza con il fratello Guglielmo Ernesto, poiché nel ducato non era ancora stato introdotta la primogenitura. Entrambi furono designati dal testamento del padre come capaci di governare, nonostante non avessero ancora raggiunto la maggiore età, e ottennero successivamente l'approvazione imperiale.
Con il passare degli anni Giovanni Ernesto iniziò a manifestare problemi dati dall'alcolismo, portandolo a mostrare scarso interesse verso gli affari interni quindi delegando sempre di più la gestione dello stato a suo fratello, diventando così una figura meno politicamente attiva.
Dopo aver vissuto per tanto tempo isolato nel castello di Weimar, dopo la sua morte fu inizialmente sepolto nella cappella interna del palazzo e successivamente trasferito nella cappella dei principi del cimitero storico di Weimar.

## Matrimoni e discendenza
A Zerbst, l'11 ottobre 1685, Giovanni Ernesto sposò in prime nozze Sofia Augusta di Anhalt-Zerbst (1663 – 1694), dalla quale ebbe cinque figli:
- - Giovanni Guglielmo (4 giugno - 14 ottobre 1686).
  - Ernesto Augusto (19 aprile 1688 - 19 gennaio 1748), successore del padre che successivamente ereditò anche Eisenach e Jena.
  - Eleonora Cristiana (15 aprile 1689 - 7 febbraio 1690).
  - Giovanna Augusta (6 luglio 1690 - 24 agosto 1691).
  - Giovanna Carlotta (23 novembre 1693 - 2 marzo 1751).

A Kassel, il 4 novembre 1694 e solo due mesi dopo la morte della prima moglie, Giovanni Ernesto si risposò con Carlotta Dorotea Sofia d'Assia-Homburg. La coppia ebbe quattro figli:
- - Carlo Federico (31 ottobre 1695 - 30 marzo 1696).
  - Giovanni Ernesto (25 dicembre 1696 - 1º agosto 1715), un compositore di musica che studiò con Bach e per questo fu autore di numerose trascrizioni di opere del maestro di Lipsia.
  - Maria Luisa (18 dicembre 1697 - 29 dicembre 1704).
  - Cristiana Sofia (7 aprile 1700 - 18 febbraio 1701).

Alla morte di Giovanni Ernesto, il suo successore fu il figlio di primo letto, Ernesto Augusto, che ricevette nominalmente il potere del padre, anche se il reale governo venne tenuto dallo zio, Guglielmo Ernesto, sino alla sua morte avvenuta nel 1728. Da quel momento Ernesto Augusto divenne il solo Duca regnante di Sassonia-Weimar.

## Ascendenza
|                                                         |                                                 |                                                   | Genitori                                            |  |  | Nonni |  |  | Bisnonni                       |  |  | Trisnonni                                 |  |
|                                                         |                                                 |                                                   |                                                     |  |  |       |  |  | 8. Giovanni di Sassonia-Weimar |  |  | 16. Giovanni Guglielmo di Sassonia-Weimar |  |
|                                                         |                                                 |                                                   |                                                     |  |  |       |  |  | 8. Giovanni di Sassonia-Weimar |  |  | 16. Giovanni Guglielmo di Sassonia-Weimar |  |
|                                                         |                                                 | 17. Dorotea Susanna di Wittelsbach-Simmern        |                                                     |  |  |       |  |  | 8. Giovanni di Sassonia-Weimar |  |  |                                           |  |
| 4. Guglielmo di Sassonia-Weimar                         |                                                 |                                                   |                                                     |  |  |       |  |  | 8. Giovanni di Sassonia-Weimar |  |  |                                           |  |
|                                                         |                                                 | 9. Dorotea Maria di Anhalt                        | 18. Gioacchino Ernesto di Anhalt                    |  |  |       |  |  |                                |  |  |                                           |  |
|                                                         |                                                 | 9. Dorotea Maria di Anhalt                        | 18. Gioacchino Ernesto di Anhalt                    |  |  |       |  |  |                                |  |  |                                           |  |
|                                                         |                                                 | 9. Dorotea Maria di Anhalt                        | 19. Eleonora di Württemberg                         |  |  |       |  |  |                                |  |  |                                           |  |
| 2. Giovanni Ernesto II di Sassonia-Weimar               |                                                 | 9. Dorotea Maria di Anhalt                        |                                                     |  |  |       |  |  |                                |  |  |                                           |  |
|                                                         |                                                 | 10. Giovanni Giorgio I di Anhalt-Dessau           | 20. Gioacchino Ernesto di Anhalt                    |  |  |       |  |  |                                |  |  |                                           |  |
|                                                         |                                                 | 10. Giovanni Giorgio I di Anhalt-Dessau           | 20. Gioacchino Ernesto di Anhalt                    |  |  |       |  |  |                                |  |  |                                           |  |
|                                                         |                                                 | 10. Giovanni Giorgio I di Anhalt-Dessau           | 21. Agnese di Barby-Mühlingen                       |  |  |       |  |  |                                |  |  |                                           |  |
| 5. Eleonora Dorotea di Anhalt-Dessau                    |                                                 | 10. Giovanni Giorgio I di Anhalt-Dessau           |                                                     |  |  |       |  |  |                                |  |  |                                           |  |
|                                                         |                                                 | 11. Dorotea del Palatinato-Simmern                | 22. Giovanni Casimiro del Palatinato-Simmern        |  |  |       |  |  |                                |  |  |                                           |  |
|                                                         |                                                 | 11. Dorotea del Palatinato-Simmern                | 22. Giovanni Casimiro del Palatinato-Simmern        |  |  |       |  |  |                                |  |  |                                           |  |
|                                                         |                                                 | 11. Dorotea del Palatinato-Simmern                | 23. Elisabetta di Sassonia                          |  |  |       |  |  |                                |  |  |                                           |  |
| 1. Giovanni Ernesto III di Sassonia-Weimar              |                                                 | 11. Dorotea del Palatinato-Simmern                |                                                     |  |  |       |  |  |                                |  |  |                                           |  |
|                                                         | 12. Alessandro di Schleswig-Holstein-Sonderburg | 24. Giovanni di Schleswig-Holstein-Sonderburg     |                                                     |  |  |       |  |  |                                |  |  |                                           |  |
|                                                         | 12. Alessandro di Schleswig-Holstein-Sonderburg | 24. Giovanni di Schleswig-Holstein-Sonderburg     |                                                     |  |  |       |  |  |                                |  |  |                                           |  |
|                                                         | 12. Alessandro di Schleswig-Holstein-Sonderburg | 25. Elisabetta di Brunswick-Grubenhagen           |                                                     |  |  |       |  |  |                                |  |  |                                           |  |
| 6. Giovanni Cristiano di Schleswig-Holstein-Sonderburg  | 12. Alessandro di Schleswig-Holstein-Sonderburg |                                                   |                                                     |  |  |       |  |  |                                |  |  |                                           |  |
|                                                         |                                                 | 13. Dorotea di Schwarzburg-Sondershausen          | 26. Giovanni Günther I di Schwarzburg-Sondershausen |  |  |       |  |  |                                |  |  |                                           |  |
|                                                         |                                                 | 13. Dorotea di Schwarzburg-Sondershausen          | 26. Giovanni Günther I di Schwarzburg-Sondershausen |  |  |       |  |  |                                |  |  |                                           |  |
|                                                         |                                                 | 13. Dorotea di Schwarzburg-Sondershausen          | 27. Anna di Oldenburg-Delmenhorst                   |  |  |       |  |  |                                |  |  |                                           |  |
| 3. Cristina Elisabetta di Schleswig-Holstein-Sonderburg |                                                 | 13. Dorotea di Schwarzburg-Sondershausen          |                                                     |  |  |       |  |  |                                |  |  |                                           |  |
|                                                         |                                                 | 14. Antonio II di Oldenburg-Delmenhorst           | 28. Antonio I di Oldenburg-Delmenhorst              |  |  |       |  |  |                                |  |  |                                           |  |
|                                                         |                                                 | 14. Antonio II di Oldenburg-Delmenhorst           | 28. Antonio I di Oldenburg-Delmenhorst              |  |  |       |  |  |                                |  |  |                                           |  |
|                                                         |                                                 | 14. Antonio II di Oldenburg-Delmenhorst           | 29. Sofia di Sassonia-Lauenburg                     |  |  |       |  |  |                                |  |  |                                           |  |
| 7. Anna di Oldenburg-Delmenhorst                        |                                                 | 14. Antonio II di Oldenburg-Delmenhorst           |                                                     |  |  |       |  |  |                                |  |  |                                           |  |
|                                                         |                                                 | 15. Sibilla Elisabetta di Braunschweig-Dannenberg | 30. Enrico III di Brunswick-Lüneburg                |  |  |       |  |  |                                |  |  |                                           |  |
|                                                         |                                                 | 15. Sibilla Elisabetta di Braunschweig-Dannenberg | 30. Enrico III di Brunswick-Lüneburg                |  |  |       |  |  |                                |  |  |                                           |  |
|                                                         |                                                 | 15. Sibilla Elisabetta di Braunschweig-Dannenberg | 31. Ursula di Sassonia-Lauenburg                    |  |  |       |  |  |                                |  |  |                                           |  |
|                                                         |                                                 | 15. Sibilla Elisabetta di Braunschweig-Dannenberg |                                                     |  |  |       |  |  |                                |  |  |                                           |  |